# 阿肅
阿肅（？年—1792年），字敬之，号雨斋，伊尔根觉罗氏，滿洲鑲白旗人，清朝官員。同進士出身。
乾隆十八年癸酉举人，十九年甲戌科联捷进士。累遷詹事府詹事。乾隆三十三年（1768年）提督福建學政，后官侍郎。著有《双节堂记》。
女一嫁乾隆乙丑翻译进士宗室玉鼎柱之子宗室訥爾泰。